# レジャ
レジャ(アルバニア語: Lezhë)は、アルバニア北西部レジャ州に位置する基礎自治体であり、その中心市も同じ名称がある。ヨーロッパの最も古い都市の一つ。古代イリュリアでは、レジャの名前はリッソス(ギリシア語: Λισσός, ラテン語: Lissus, Lissum)。リッソスは紀元前4世紀から紀元前3世紀まで都市になった。都市の壁と通りがこの時に作られた。紀元前168年にイリュリアの最後の王であるゲンティウスが統治を終了した。ローマ帝国の支配下の時代に都市と壁が大分に破壊された。1444年3月2日にレジャ連盟がオスマン帝国の侵入者に対抗の目的として、アルバニア貴族による政治的で、軍事的な連合体が組織された。 2023年のアルバニアの国勢調査によると、総人口は51,354人であり、中心市の人口は14,687人であった。